# 雲南省反共抗俄大學
雲南省反共抗俄大學，有称云南反共抗俄军政大学，簡稱反共大學，是雲南反共救國軍於1951年起開設的軍人幹部訓練班，初時位於撣邦猛撒，後期遷校至蚌八千。從學校成立到撤往臺灣，一共辦了四期。:445
1951年，两度攻入云南的李弥部队均以失败告终，于是开办反共大學轮训基层干部。同时为适应“今后反攻入滇建设政权”，开设行政、财税、电讯、政工等班。美国中央情报局资助60万元美金。1952年春，台湾空运来军官、特务700人，从中选挑有专长教官。
反共大學的主要任務，是因應各種不同兵種的需要，開辦不同專業性質的班隊。在一年半的時間裡:90，總共四期培训班，訓練了約2,800名畢業生，反共大學的畢業生對於反共部隊的再生與成長，具有關鍵性的貢獻。:90